# Symphurus diabolicus
Symphurus diabolicus és un peix teleosti de la família dels cinoglòssids i de l'ordre dels pleuronectiformes que viu al sud-est del Pacífic.